# I liga paragwajska w piłce nożnej (1915)
Mistrzem Paragwaju został klub Cerro Porteño, natomiast wicemistrzem Paragwaju został klub Club Olimpia.
Mistrzostwa rozegrano systemem każdy z każdym mecz i rewanż. Najlepszy w tabeli klub został mistrzem Paragwaju.
Z ligi nikt nie spadł. Klub Marte Atlético Luque został mistrzem drugiej ligi, jednak zrezygnował z awansu licząc na wygranie drugiej ligi w następnym sezonie, co pozwoliło by mu zachować na własność trofeum o nazwie Copa Intendencia Municipal. Ostatecznie do pierwszej ligi awansował klub Mariscal López Asunción. Liga powiększona została z 6 do 7 klubów.

## Primera División

### Wyniki
| Data             | Mecz                             |
| ---------------- | -------------------------------- |
| 8 sierpnia 1915  | Cerro Porteño – Club Olimpia 5:1 |
| 15 września 1915 | Club Olimpia – Cerro Porteño 5:0 |

### Tabela końcowa sezonu 1915
| Poz | Klub                | Mecze | Punkty |
| --- | ------------------- | ----- | ------ |
| 1   | Cerro Porteño       | 10    | 12     |
| 2   | Club Olimpia        | 10    | 12     |
| 3   | Club Guaraní        | 10    | 11     |
| 4   | Club Sol de América | 10    | 10     |
| 5   | Club Nacional       | 10    | 9      |
| 6   | Club River Plate    | 10    | 6      |

Z powodu równej liczby zdobytych punktów przez dwa najlepsze w tabeli kluby konieczne było rozegranie barażu, który zadecydował o tytule mistrza Paragwaju.
| Data              | Mecz |
| ----------------- | --- |
| 25 listopada 1915 | Cerro Porteño – Club Olimpia 1:1 |
| 2 grudnia 1915    | Cerro Porteño – Club Olimpia 7:4 (dog) po 90 minutach było 4:4 prawdopodobnie od imponującej gry w dogrywce tego meczu datuje się przydomek klubu Cerro Porteño El Ciclón de Barrio Obrero |

## Liga Centenario
Mistrzem Paragwaju rozgrywek w ramach Liga Centenario został klub Atlántida SC. Innym uczestnikiem ligi był klub Club Libertad.